# Karin Baier

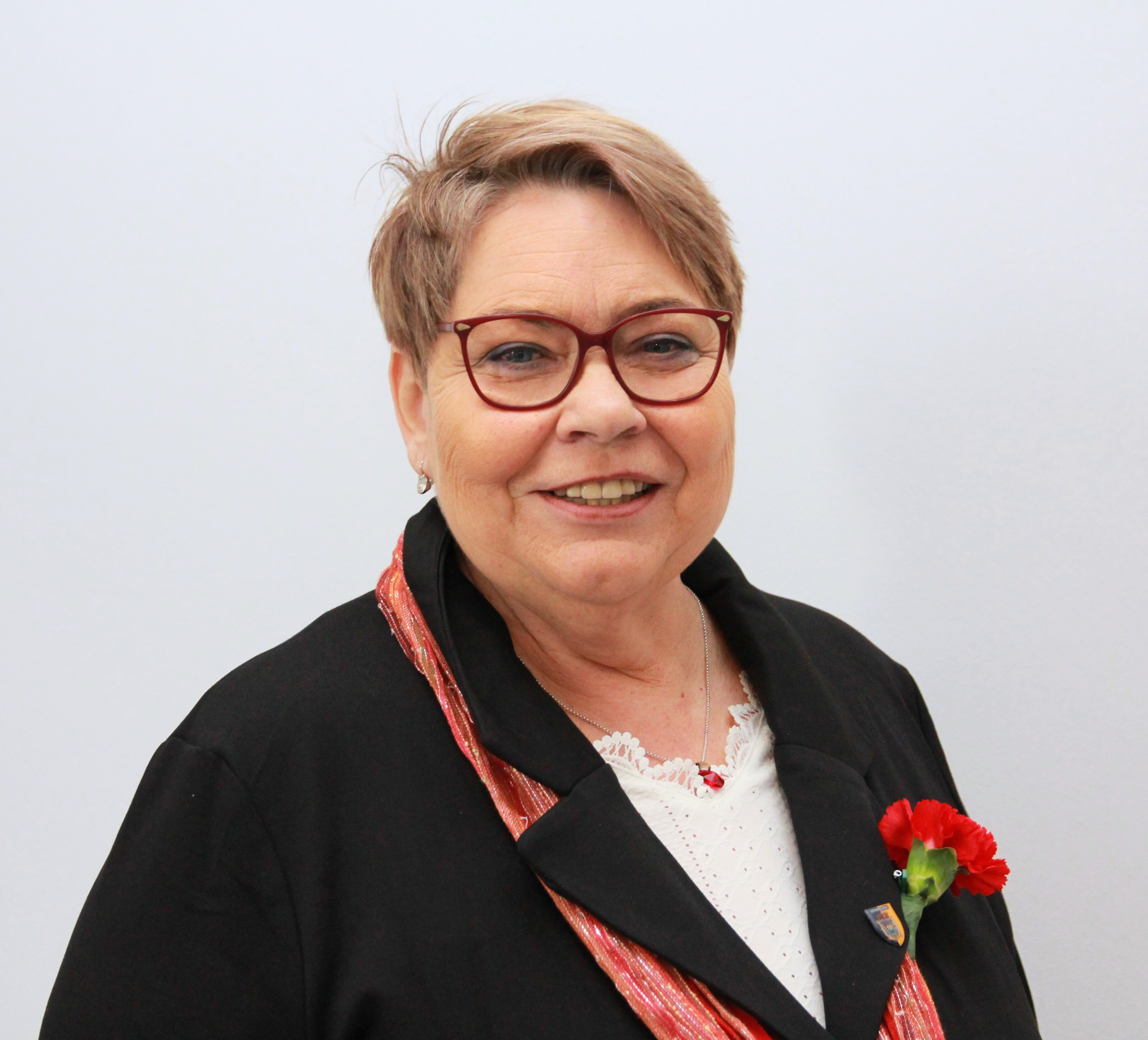
Karin Baier (2025)

Karin Baier (* 9. März 1964 in Wien) ist eine österreichische Politikerin (SPÖ) und seit dem 12. März 2015 Bürgermeisterin der Stadtgemeinde Schwechat in Niederösterreich. Sie ist die erste Frau, die dieses Amt in der Stadt ausübt.

## Leben
Karin Baier wurde 1964 in Wien geboren, wo sie auch aufgewachsen ist. Nach dem Besuch der Höheren Bundeslehranstalt für wirtschaftliche Berufe absolvierte sie eine Beamten-Aufstiegsprüfung und arbeitete anschließend von 1984 bis 1996 als Vertragsbedienstete bei der Bundespolizeidirektion Wien, wo sie zuletzt als Fachdienst-Schriftführerin tätig war.
Nach einer mehrjährigen Familienpause war sie ab 1999 im Buchhandel beschäftigt. Im Jahr 2003 war sie Mitgründerin des Unternehmens LIBER NOVUS KG, das mehrere Buchhandlungen in Wien und Umgebung betrieb. Sie leitete dort unter anderem die umsatzstärkste Filiale und war für Personalagenden und das operative Geschäft mitverantwortlich. Ab 2014 betrieb sie unter dem Namen BuchHaltestelle Karin Baier e.U. eine eigene Buchhandlung in Schwechat. Bis 2017 betrieb sie mit Unterstützung ihrer Kinder insgesamt 3 Buchhandelsbetriebe in Wien, Traiskirchen und Oberwart, ehe sie sich ab Anfang 2018 vollinhaltlich der Tätigkeit als Bürgermeisterin von Schwechat verschrieb.
Im Jahr 2023 schloss sie den Universitätslehrgang Mediation und Konfliktregelung an der Sigmund Freud Privatuniversität in Kooperation mit der ARGE Bildungsmanagement mit Auszeichnung ab. Sie ist seither als zertifizierte Mediatorin eingetragen.

## Politische Laufbahn
Seit vielen Jahren ist Karin Baier in der Sozialdemokratischen Partei aktiv und war unter anderem als Sektionsleiterin in der Stadt Schwechat tätig. Sie absolvierte Weiterbildungen im Rahmen der Frauenakademie des Karl-Renner-Instituts sowie Antikorruptions- und Compliance-Trainings bei der Kommunalpolitischen Akademie des GVV Niederösterreich.
Am 9. März 2015 wurde sie vom Gemeinderat zur Bürgermeisterin der Stadtgemeinde Schwechat gewählt. Die Wahl fiel auf ihren 51. Geburtstag. Sie trat damit die Nachfolge von Gerhard Frauenberger an und wurde zur ersten Frau in diesem Amt. Bei den darauffolgenden Gemeinderatswahlen wurde sie jeweils in ihrer Funktion bestätigt, zuletzt im Februar 2025.

## Weitere Funktionen
Seit 2018 ist Baier Obfrau des Abwasserverbands Schwechat, einer Körperschaft öffentlichen Rechts, die ein Einzugsgebiet von rund 200 km² mit rund 55.000 Einwohnern betreut. In dieser Funktion verantwortet sie unter anderem die strategische Leitung, Personalangelegenheiten und die Budgeterstellung des Verbandes.
Zudem ist sie seit 2015 Repräsentantin der Stadtgemeinde Schwechat im Dialogforum Flughafen Wien, einer zivilrechtlich vereinbarten Plattform zur Reduktion der Fluglärmbelastung rund um den Flughafen. Dort vertritt sie die Interessen der betroffenen Bevölkerung in einem interkommunalen Gremium.
Sie ist außerdem Vorstandsmitglied im Umweltfonds Flughafen Wien, einem Förderinstrument zur nachhaltigen Entwicklung der Flughafenregion.

## Privates
Karin Baier ist Mutter von drei erwachsenen Kindern und Großmutter eines Enkelsohns. Sie lebt in Schwechat.